# 希臘鐵路組織

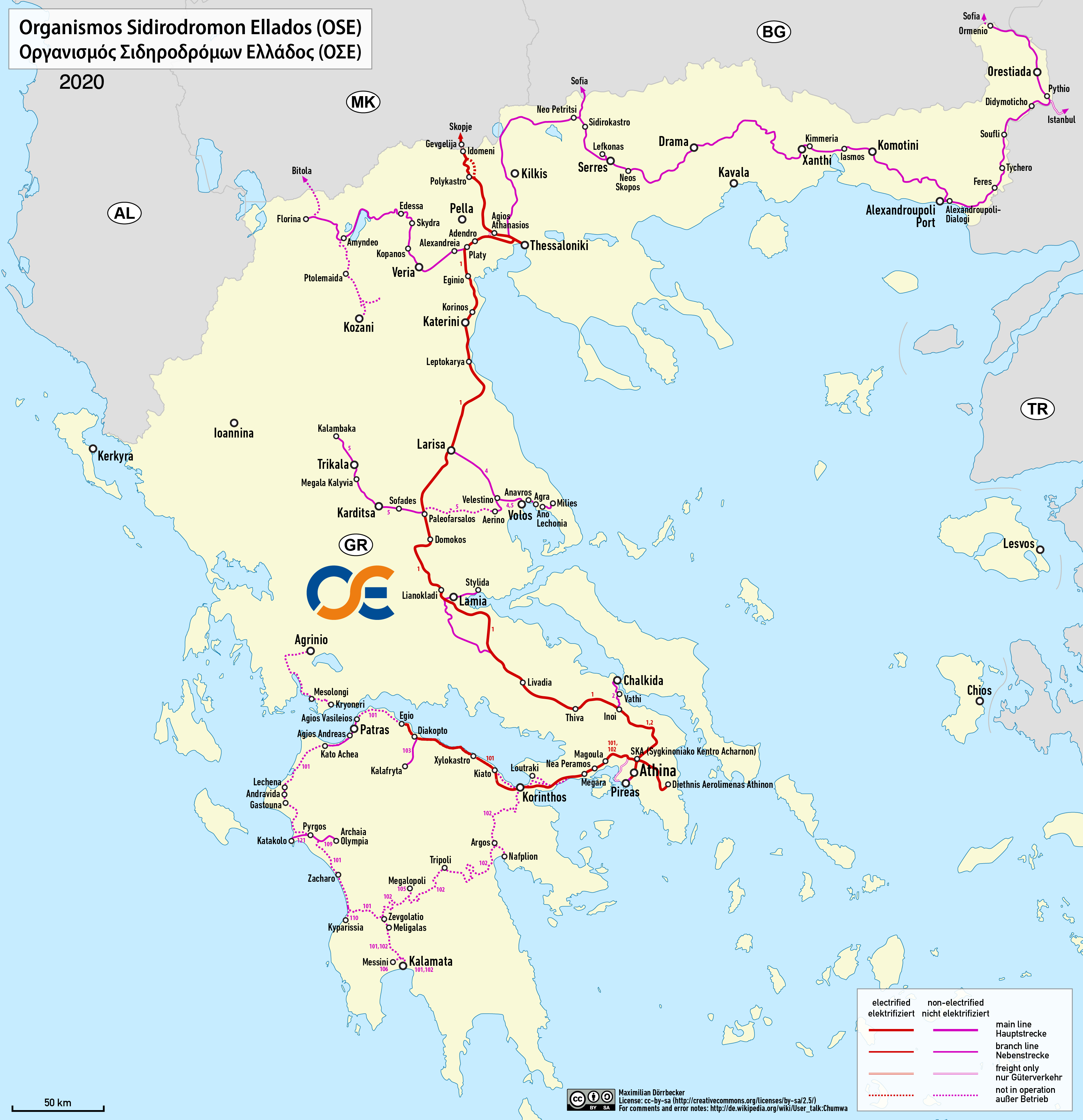

希臘鐵路組織（希臘語：Οργανισμός Σιδηροδρόμων Ελλάδος）是希臘的國營鐵路公司。希臘鐵路事業和歐洲大多數國家一樣，實行客運業務和設施管理業務分離。希臘鐵路機構負責鐵路設施的保養和管理工作，而客運業務由其他企業負責。希臘鐵路機構設立於1971年，其前身是設立於1920年的希臘國家鐵路公司。

## 外部連結
希臘鐵路組織 （页面存档备份，存于）（希腊文）（英文）
1. ↑  . yme.gr.   [2019-01-23]. （原始内容存档于2013-07-19）.
2. ↑   (PDF).   [2019-01-23]. （原始内容 (PDF)存档于2009-08-24）.
3. ↑  . ΕΡΓΟΣΕ.   [2021-09-26]. （原始内容存档于2021-03-14）.